# Sangha-Mbaéré
Sangha-Mbaéré est l’une des 20 préfectures   de République centrafricaine. Elle tient son nom de la rivière Sangha, qui la traverse à l’ouest, et de la rivière Mbaéré qui la borde à l’est. Sa superficie est de 19 412 km² pour une population de 101 074 habitants en 2003. Son chef-lieu est Nola.

## Géographie
Située à l’extrême sud-ouest du pays, elle est limitée par les préfectures de Mambéré-Kadéï au nord, de Lobaye au nord-est, et par les frontières nationales avec la République du Congo au sud-est, et le Cameroun à l’ouest.
|                 | Mambéré-Kadéï | Lobaye   |
| Boumba-et-Ngoko | Sangha-Mbaéré | Likouala |
|                 | Sangha        |          |

## Histoire

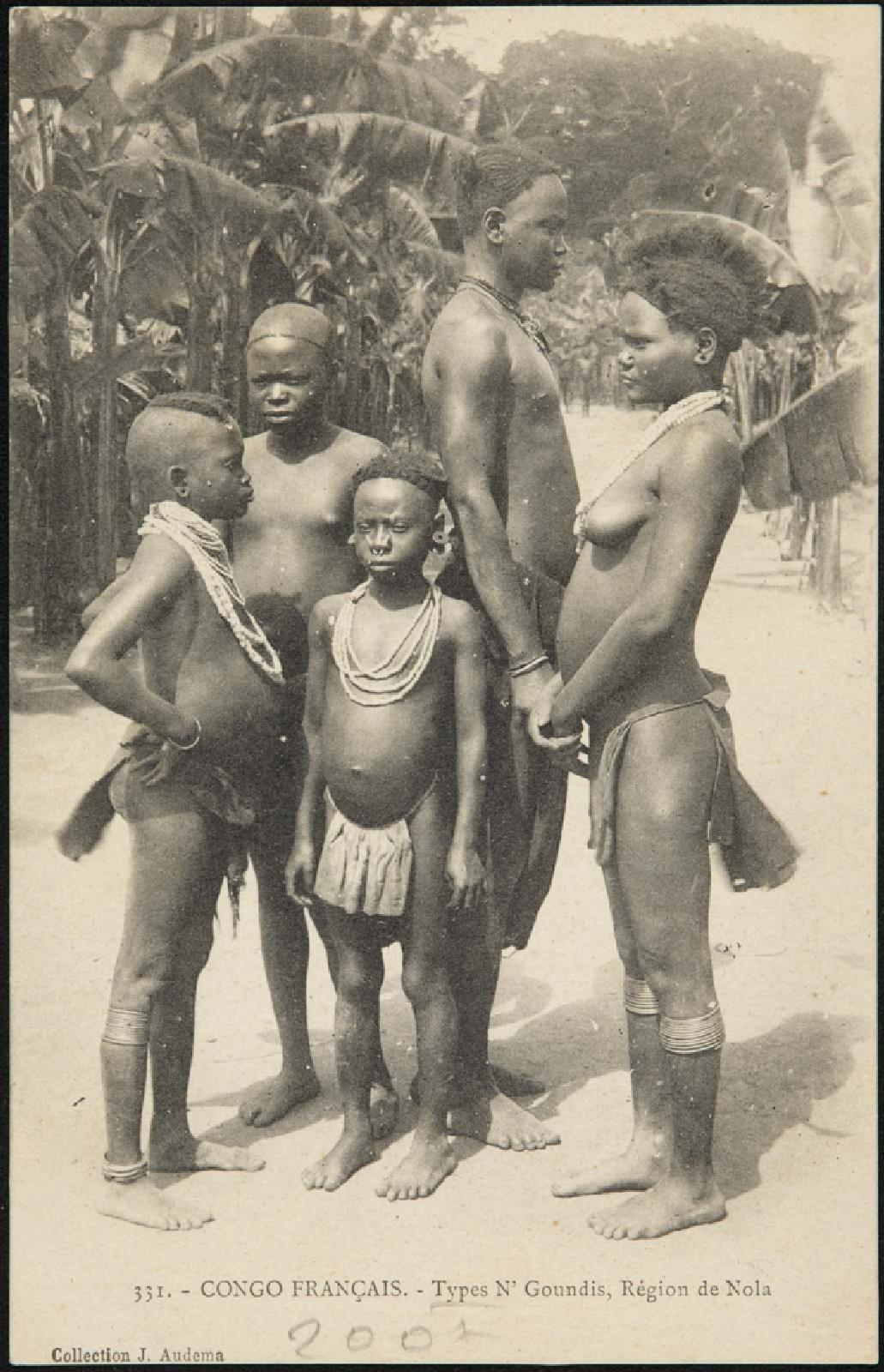
Habitants Ngoundi, région de Nola (1906)

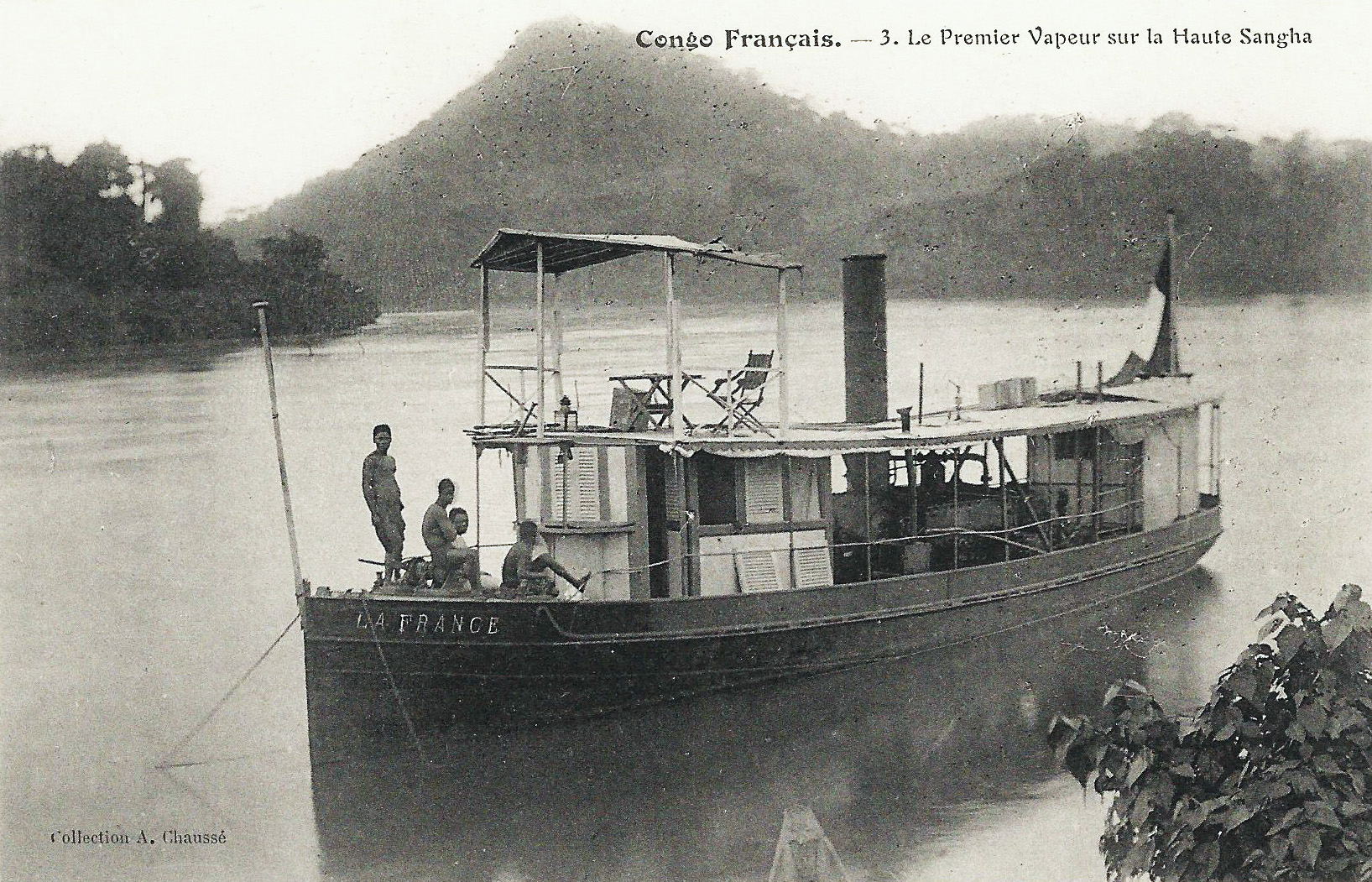
Vapeur sur la Haute Sangha (vers 1900)

Après l'accord franco-allemand du 4 février 1894 qui reconnaît à la France la ligne des postes établis d'Ouesso à Koundé, la région intègre la colonie française du Congo français. Le territoire est ensuite cédé au Kamerun allemand, comme partie de la région du Neukamerun par le traité du 4 novembre 1911. Au début de la première guerre mondiale, en 1914, il est repris par la France, et revient à la colonie du Moyen-Congo. Après la réforme administrative du 30 juin 1934, il rejoint la colonie de l’Oubangui-Chari. Le 16 octobre 1946 marque la création du District de Nola, partie de la circonscription de Haute-Sangha.
Le 23 janvier 1961, la République centrafricaine indépendante instaure la sous-préfecture de Nola dans la préfecture de Haute-Sangha. En 1973, la préfecture de Haute-Sangha est divisée en deux préfectures : Mambéré-Kadéï (chef-lieu : Berbérati) et Sangha-Économique (chef-lieu : Nola), puis en 1982, la préfecture de la Sangha-Économique prend le nom de Sangha-Mbaéré.

## Administration
La Sangha-Mbaéré constitue avec la Nana-Mambéré et la Mambéré-Kadéï, la région de l’Équateur, numéro 2 de la République centrafricaine. 
La Sangha-Mbaéré est divisée en trois sous-préfectures et cinq communes :
| Sous-préfectures | communes    | superficie (km²) | population (hab. 2015) | villages (nbre 2003) | quartiers (nbre 2003) |
| Nola             | Nola        | 3 903,25         | 76 282                 | 55                   | 20                    |
| Nola             | Bilolo      | 3 206,43         | 11 857                 | 28                   | 0                     |
| Nola             | Salo        | 1 835,70         | 12 696                 | 22                   | 0                     |
| Bambio           | Mbaéré      | 5 737,83         | 13 915                 | 28                   | 0                     |
| Bayanga          | Yobé-Sangha | 4 019,57         | 12 318                 | 19                   | 0                     |

Les cinq communes de la Sangha-Mbaéré totalisent 144 villages ou quartiers.

### Villages et localités
- Sous-préfecture de Bayanga: Bayanga, Lidjombo
- Sous-préfecture de Bambio : Bambio, Bangba, Dambadjodjo, Dougoundja, Ndélé
- Sous-préfecture de Nola : Adoumandjali, Baboungué, Katakpo, Komassa, Kossindi, Lopo, Mboussa, Motao, Nabondo, Ngama, Ouodo, Salo, Yamando

## Démographie
Selon les trois recensements de 1975, 1988 et 2003, la population de la préfecture de Sangha-Mbaéré a évolué de la façon suivante :
| 1975   | 1988   | 2003    | 2015    |
| ------ | ------ | ------- | ------- |
| 57 147 | 61 093 | 101 074 | 127 068 |

## Environnement
Le territoire de la préfecture est couvert par la forêt du Bassin du Congo. La réserve spéciale de Dzanga-Sangha, dans la pointe sud de la Sangha-Mbaéré constitue la zone tampon du Parc national Dzanga-Ndoki. Ce parc national de 122 000 ha est associé au complexe transfrontalier consacré à la conservation de la nature du Trinational de la Sangha, inscrit au patrimoine mondial depuis le 6 juillet 2012.

## Économie
La préfecture se situe dans la zone de cultures vivrières à manioc et bananes plantains dominants, maïs, arachide, sésame, macabo et courges. Les ressources minières sont les gisements de diamants alluvionnaires exploités artisanalement. Le secteur industriel est représenté par l'exploitation forestière et l'industrie du bois. Elle dispose d'un port fluvial pétrolier sur la Sangha à Salo.